# St. Michael (Schwarzersdorf)

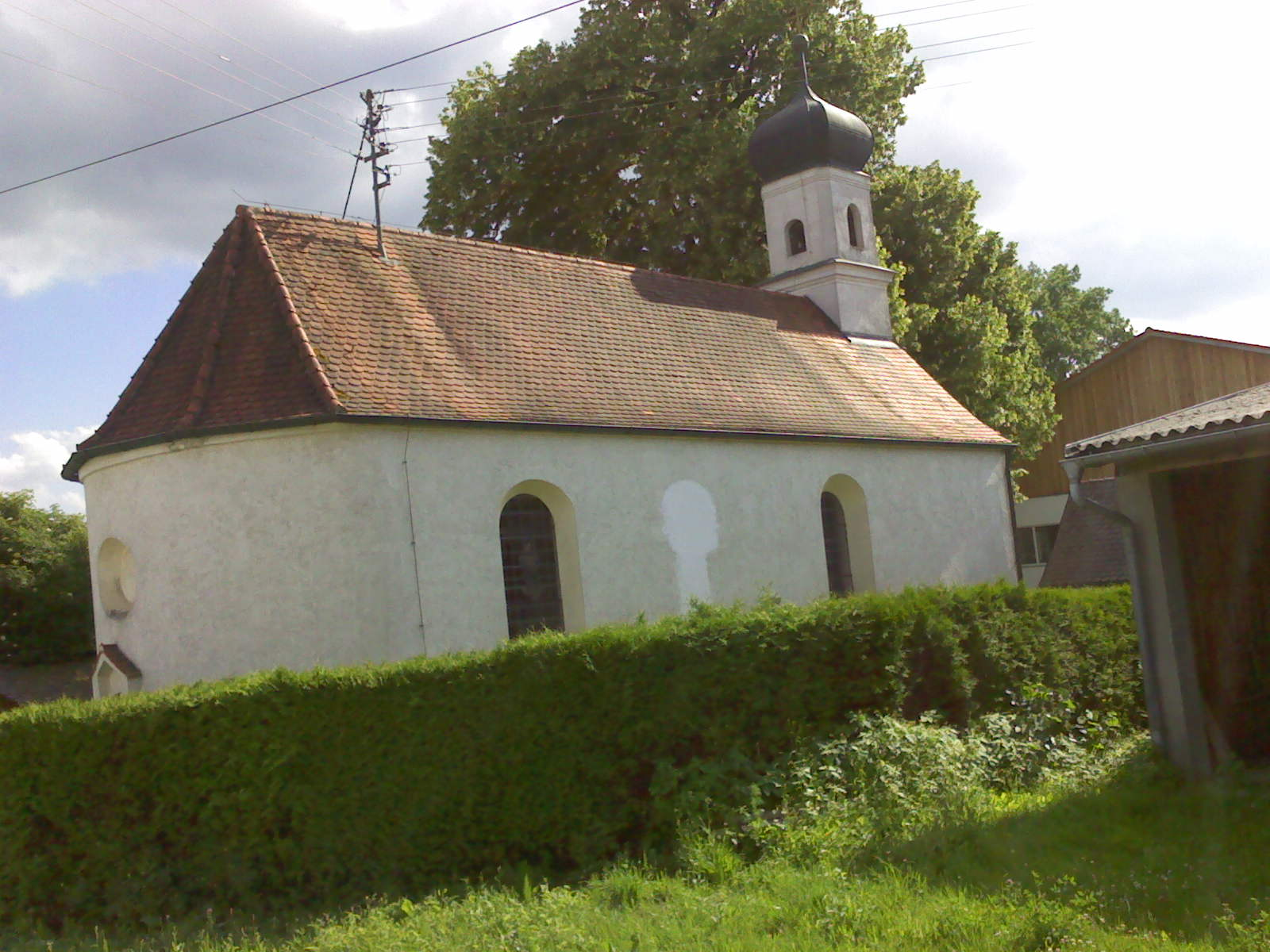
Kirche St. Michael

Die römisch-katholische Kirche St. Michael ist eine Filiale der Pfarrei Mauern in Schwarzersdorf (Gemeinde Mauern, Landkreis Freising).

## Geschichte
Der Ort wird 754 unter dem Namen „Swarzolfesdorf“ in einer Schenkungsurkunde an die Kirche in Thulbach genannt. Als der Pfarrei Margarethenried zugehörig wurde die Kirche im Ort bereits im Jahr 1315 erwähnt. Die Filialkirche wurde am 25. April 1878 in die Pfarrei Mauern umgepfarrt. Die jetzige dem heiligen Erzengel Michael geweihte Kirche ist um 1716/1717 nach Plänen des seinerzeitigen Gerichtsbaumeisters in Moosburg an der Isar erbaut worden.

## Baubeschreibung
Der kleine barocke Saalbau mit Apsis, Dachreiter und angefügter Sakristei wurde 1717 erbaut und um 1869 erneuert (mit Ausstattung). Die Kirche ist ein geschütztes Baudenkmal mit der Aktennummer D-1-78-142-14 des BLfD.